# 決戰線
《決戰線》（英語：Breakout）是一部加拿大的動作驚悚片，由达米安·李（Damian Lee）编剧并执导，于2013年上映。

## 剧情
环保活动家杰克·达姆森（Jack Damson）在一次抗议活动中意外杀死了一名男子，因此被判入狱。他的妻子玛丽亚（Maria）同时也是他的律师，已经与查克（Chuck）重组家庭。查克与玛丽亚共同抚养杰克与玛丽亚的两个孩子：珍妮（Jenny）和米奇（Mikey）。
一天，查克带着孩子们去森林里度假，但他们目睹了心理变态的汤米（Tommy）和他智障的弟弟肯尼（Kenny）犯下的一起谋杀。肯尼因害怕哥哥的疯狂决定追杀这两个孩子而感到恐惧，便警告玛丽亚（他把她当作自己的母亲）他们面临的危险。玛丽亚立刻通知了杰克。杰克决定越狱去拯救珍妮和米奇……

## 演员
- 布蘭登·費雪（Brendan Fraser）饰 杰克
- 多米尼克·珀塞尔（Dominic Purcell）饰 汤米·巴克斯特
- 伊森·索普（Ethan Suplee）饰 肯尼·巴克斯特
- 霍莉·德沃（Holly Deveaux）饰 珍妮
- 丹尼尔·卡什（Daniel Kash）饰 查克
- 克里斯蒂安·马丁（Christian Martyn）饰 米奇
- 艾米·普莱斯-弗朗西斯（Amy Price-Francis）饰 玛丽亚
- 安东尼·乌尔克（Anthony Ulc）饰 瑞恩·佩恩
- 齐恩·福雷斯特·李（Zion Forest Lee）饰 克莱夫
- 阿卡迪亚·肯达尔（Arcadia Kendal）饰 9岁的珍妮
- 安德鲁·杰克逊（Andrew Jackson）饰 拉平

## 拍摄地
影片在加拿大安大略省拍摄，主要拍摄地点为蘇聖瑪麗市。